# (1105) Fragaria
(1105) Fragaria est un astéroïde de la ceinture principale, découvert le 1er janvier 1929 par l'astronome allemand Karl Wilhelm Reinmuth depuis l'observatoire du Königstuhl.
Sa dénomination provisoire était 1929 AB.
Il est nommé d'après le genre de plantes Fragaria.